# José Torello
José María Torello (Buenos Aires; 19 de febrero de 1960) es un político y abogado argentino. Perteneciente al partido Propuesta Republicana, asumió como senador nacional por la provincia de Buenos Aires tras la renuncia de Esteban Bullrich, en febrero de 2022, para finalizar su mandato en el 2023. Anteriormente, ejerció como Jefe de Asesores de la Presidencia durante el mandato de Mauricio Macri.

## Carrera
Nació en Buenos Aires, en una familia vinculada a actividades agropecuarias; su hermano de Pablo Torello, diputado nacional, también perteneciente al partido Propuesta Republicana (PRO). Asistió al Colegio Cardenal Newman, donde conoció a Mauricio Macri, de quien se volvió parte de su círculo íntimo desde entonces.
Tras su egreso como abogado, se incorporó al estudio Llerena y Asociados, importante estudio jurídico de Buenos Aires. Abandonó el mismo para trabajar con Macri cuando éste comenzó su carrera política en 2003, siendo apoderado de Propuesta Republicana. Cuan Macri logró su elección como jefe de gobierno de la Ciudad de Buenos Aires en 2007, Torello se desempeñó como jefe de asesores. Con la llegada de Macri a la presidencia del país, Torello pasó a ocupar el mismo puesto a nivel nacional.
Asumió como senador nacional cuando Esteban Bullrich, senador por la provincia de Buenos Aires, anunció que padecía esclerosis lateral amiotrófica y que, por tanto, renunciaría a su cargo, en diciembre de 2021. De baja exposición mediática, pero siempre señalado como principal asesor de Macri en cuestiones jurídicas, es constantemente descrito por la oposición hacia aquel, y por personalidades como Cristina Fernández, como una «eminencia gris».